# Podalonia rothi
Podalonia rothi é uma espécie de insetos himenópteros, mais especificamente de vespas pertencente à família Sphecidae.
A autoridade científica da espécie é Beaumont, tendo sido descrita no ano de 1951.
Trata-se de uma espécie presente no território português.